# Adolphe Faucon
Pour les articles homonymes, voir Faucon (homonymie).
Adolphe Constant François Faucon, né le 12 décembre 1841 à Thérouanne et mort le 15 octobre 1884 à Lille, est un médecin et chirurgien français.

## Biographie
Fils de médecin, il entre à l'école de médecine militaire de Strasbourg en 1861
Reçu docteur en médecine en 1865, il devient chirurgien militaire puis enseigne à l'école de médecine d'Amiens où il devient collègue de Jules Verne à l'Académie de la ville (1875) puis à la faculté catholique de médecine de Lille (1877).
Il est l'auteur de nombreuses études sur les amputations, les cancers, les péritonites, l'obstétrique ou encore les traumatismes telles Leçons de clinique chirurgicale (1879).
Son fils, Ernest-Adolphe (1879-1940), deviendra aussi un éminent chirurgien.
Jules Verne le mentionne dans sa nouvelle Une ville idéale.
Il meurt d'une maladie foudroyante à Lille le 15 octobre 1884. Ses obsèques ont lieu à l'église Saint-Étienne le 18 octobre.

## Distinctions
- Chevalier de la Légion d'honneur (1871).